# 聖米格利托 (聖胡安河省)
聖米格利托（西班牙語：San Miguelito），是尼加拉瓜的城鎮，位於該國東南部，由聖胡安河省負責管轄，始建於1850年，面積1,097平方公里，海拔高度40米，2005年人口17,031，人口密度每平方公里15.53人。
11°24′N 84°54′W / 11.400°N 84.900°W